# 87 (число)
87 (восемьдесят семь) — натуральное число, расположенное между числами 86 и 88.

## Математика
87 — свободное от квадратов полупростое счастливое число.
Сумма квадратов первых четырёх простых чисел равна 87:
22 + 32 + 52 + 72 = 4 + 9 + 25 + 49 = 87.
В десятичной системе счисления существует 87 десятизначных квадратов, в которых встречаются все десять цифр по одному разу. Наименьший из таких квадратов равен 32 0432 = 1 026 753 849, а наибольший — 99 0662 = 9 814 072 356.
В двенадцатеричной системе счисления также существует 87 двенадцатизначных квадратов, в которых встречаются все двенадцать цифр по одному разу.
Существует 87 бинарных матриц 3 × 4, непереводимых друг в друга перестановками строк и столбцов.

## Наука
- Атомный номер франция.

## В других областях
- 87 год.
- 87 год до н. э.
- 1987 год.
- ASCII-код символа «W».
- 87 — Код субъекта Российской Федерации и Код ГИБДД-ГАИ Чукотского автономного округа.
- 87 — серия типовых жилых домов, строившихся на Украине и в некоторых городах России (например, в Ростове-на-Дону).